# Theta Centauri
Theta Centauri (θ Cen, θ Centauri) é a terceira estrela mais brilhante na constelação de Centaurus, com uma magnitude aparente visual de 2,06. Possui o nome tradicional Menkent, que tem origem árabe e significa "ombro do Centauro". Está próxima o bastante da Terra para ter sua distância medida com precisão usando a técnica da paralaxe, da qual calcula-se um valor de 58,8 anos-luz (18,03 parsecs).
Esta é uma estrela gigante com um tipo espectral de K0 III, indicando que é uma estrela evoluída que saiu da sequência principal após esgotar o hidrogênio em seu núcleo. Está em uma fase evolucionária chamada de red clump e portanto gera energia pela fusão de hélio no núcleo. Theta Centauri tem uma massa pouco maior que a do Sol, com 1,27 massas solares, mas sua atmosfera externa expandiu-se para 10,77 vezes o raio solar. Está brilhando com 60 vezes a luminosidade do Sol. Sua fotosfera irradia essa energia a uma temperatura efetiva de 4 766 K, dando à estrela a coloração alaranjada típica de estrelas de classe K.
Theta Centauri não possui estrelas companheiras conhecidas. Tem um movimento próprio, a velocidade ao longo do plano do céu, anormalmente alto, correspondente a uma velocidade tranversal de 65 km/s.